# Omalocephala intermedia
Omalocephala intermedia är en insektsart som först beskrevs av Bolivar 1879.  Omalocephala intermedia ingår i släktet Omalocephala och familjen lyktstritar. Inga underarter finns listade i Catalogue of Life.